# Ronald W. Iverson

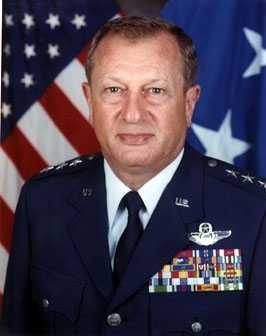
Ronald W. Iverson (1995)

Ronald W. Iverson (* um 1943) ist ein pensionierter Generalleutnant der United States Air Force. Er war unter anderem Kommandeur der 7. Luftflotte.
Über das ROTC-Programm der University of Idaho gelangte er im Jahr 1965 in das Offizierskorps der United States Air Force. Dort durchlief er anschließend alle Offiziersränge vom Leutnant bis zum Drei-Sterne-General.
Im Lauf seiner militärischen Karriere absolvierte er verschiedene Kurse und Schulungen. Dazu gehörten unter anderem eine Ausbildung zum Kampfpiloten und weitere Fortbildungskurse als Pilot neuer Flugzeugtypen; die Squadron Officer School auf der Maxwell Air Force Base in Alabama; das Air Command and Staff College, das sich ebenfalls auf der Maxwell AFB befindet; das Industrial College of the Armed Forces und das National War College in Fort Lesley J. McNair, Washington, D.C. Außerdem erhielt er akademische Grade von der Harvard Kennedy School.
In seinen frühen Jahren als Offizier der Luftwaffe war er an verschiedenen Stützpunkten in den Vereinigten Staaten stationiert. Dabei war er als Pilot, Flugausbilder oder Stabsoffizier bei unterschiedlichen Einheiten tätig. Dazwischen absolvierte er die erwähnten Schulungen. Zwischen November 1966 und Oktober 1967 war er auf der Ubon Royal Thai Air Force Base in Thailand stationiert. Von dort aus war er als Kampfpilot im Vietnamkrieg eingesetzt. Danach war er bis November 1970 Pilot der 35th Tactical Fighter Squadron, die auf der Yokota Air Base in Japan ansässig war. Ein weiterer Auslandseinsatz führte ihn im August 1974 erneut nach Thailand. Dort gehörte er bis zum Juli 1975 dem Stab der 7. Luftflotte an, der sich damals auf der Nakhon Phanom Royal Thai Air Force Base befand.
Anschließend setze er seine Offizierslaufbahn in den Vereinigten Staaten fort. Zwischen April und November 1981 kommandierte er auf der Eglin Air Force Base in Florida die 60th Tactical Fighter Squadron. Danach gehörte er bis zum Juni 1982 zum Stab des auf dem gleichen Stützpunkt ansässigen 33. Taktischen Geschwaders (33rd Tactical Fighter Wing). Zwischen Juni 1982 und August 1984 gehörte Ronald Iverson dem Stab des Hauptquartiers der Air Foce in Washington, D.C. an. Daran schloss sich sein bis Juli 1985 andauerndes Studium am National War College an.
Sein nächster Auftrag führte ihn nach Südkorea. Auf der dortigen Kunsan Air Base war er zwischen Juli 1985 und März 1986 stellvertretender Kommandeur des 8. Taktischen Kampfgeschwaders (8th Tactical Fighter Wing). Es folgte eine Versetzung zur Clark Air Base auf den Philippinen. Dort gehörte er bis März 1988 dem 3. Taktischen Kampfgeschwader (3rd Tactical Fighter Wing) an. Zwischen März 1988 und August 1990 war Iverson auf der Randolph Air Force Base in Texas stationiert. Dort gehörte er dem Stab der Personalverwaltung der Air Force an (Air Force Military Personnel Center).
Im August 1990 wurde er zur Hickham Air Force Base in Hawaii versetzt. Dort leitete er bis zum September 1994 die Stabsabteilung für Operationen der Pacific Air Forces. Danach kehrte er nach Südkorea zurück. Dort erhielt er am 30. September 1994 als Nachfolger von Howell M. Estes III das Kommando über die 7. Luftflotte. Gleichzeitig war er stellvertretender Kommandeur der United States Forces Korea, der kombinierten südkoreanisch-amerikanischen Streitkräfte, und des United Nations Commands. Diese Aufgaben bekleidete er bis zum 7. April 1997, als er von Joseph E. Hurd abgelöst wurde. Anschließend schied er aus dem aktiven Militärdienst aus.
Während seiner aktiven Zeit als Militärpilot absolvierte er über 3100 Flugstunden auf verschiedenen Flugzeugtypen.
Später wurde Iverson einer der Direktoren der Firma TTM Technologies Inc. Im Jahr 2019 gehörte er zu einer Gruppe von 142 Drei- bzw. Vier-Sterne Generälen und Admirälen aller US-Waffengattungen, die sich in einem offenen Brief an die Führung des Kongresses wandten und gegen Budgetkürzungen im Verteidigungsbereich protestierten.

## Daten der Beförderungen
| Abzeichen | Rang               | Jahr              |
| --------- | ------------------ | ----------------- |
|           | Second Lieutenant  | 5. Februar 1965   |
|           | First Lieutenant   | 1. September 1966 |
|           | Captain            | 24. Mai 1968      |
|           | Major              | 1. August 1976    |
|           | Lieutenant Colonel | 1. Dezember 1979  |
|           | Colonel            | 1. Oktober 1982   |
|           | Brigadier General  | 1. Oktober 1988   |
|           | Major General      | 1. April 1991     |
|           | Lieutenant General | 1. Oktober 1994   |

## Orden und Auszeichnungen
Ronald Iverson erhielt im Lauf seiner militärischen Laufbahn unter anderem folgende Auszeichnungen:
- Air Force Distinguished Service Medal
- Legion of Merit
- Distinguished Flying Cross
- Air Medal
- Meritorious Service Medal
- Joint Service Commendation Medal
- Air Force Commendation Medal
- Presidential Unit Citation
- Air Force Outstanding Unit Award
- National Defense Service Medal
- Humanitarian Service Medal
- Vietnam Service Medal
- Gallantry Cross (Südvietnam)
- Vietnam Campaign Medal (Südvietnam)